# Танасійчук Валерія Григорівна
Валерія Григорівна Танасійчук (1915, місто Чернівці, Австро-Угорщина, тепер Чернівецької області — ?) — українська радянська діячка, новатор виробництва, начальник хімічного цеху Чернівецького металоштампувального заводу. Депутат Верховної Ради УРСР 2-го скликання.

## Біографія
Народилася у родині робітника-муляра. Трудову діяльність розпочала у 1930 році робітницею металоштампувального заводу Тугмана у місті Чернівцях Румунського королівства. У 1940—1941 роках — бригадир хімічного цеху Чернівецького металоштампувального заводу.
З 1944 року — бригадир, начальник хімічного цеху Чернівецького металоштампувального заводу. Новатор виробництва, перевиконувала норми виробітку в два і більше разів.

## Нагороди
- медалі